# Stanisław Ludwik Hierowski
Stanisław Ludwik Hierowski ps. Jastrzębiec (ur. 11 listopada 1891 we Lwowie, zm. 2 grudnia 1935 w Zakopanem) – polski prawnik i działacz nacjonalistyczny.

## Życiorys
Był synem aktora Stanisława Hierowskiego i Izabeli z Pillerów. Ukończył studia prawnicze, uzyskując tytuł doktora. Początkowo pracował w lwowskim Namiestnictwie Galicji. Podczas wojny polsko-ukraińskiej brał udział w obronie Lwowa, pełniąc funkcję adiutanta, a następnie dowódcy oddziału samochodowego. Po wojnie polsko-bolszewickiej został przeniesiony do rezerwy w stopniu kapitana ze starszeństwem z dnia 1 czerwca 1919 roku i przydziałem do VIII Dyonu Samochodowego w Bydgoszczy.
Po zakończeniu walk pracował najpierw w Prezydium Rady Ministrów, a od 1923 roku jako sekretarz gminy w Zakopanem oraz jako rządowy komisarz tamtejszego Gremium Właścicieli Pensjonatów, Hoteli i Restauracyj. Kiedy w 1926 roku władze rozwiązały zakopiańską Radę Gminy, powrócił do zawodu adwokata. W 1933 roku został odznaczony Medalem Niepodległości.
Był członkiem Związku Ludowo-Narodowego oraz Towarzystwa Popierania Przemysłu i Handlu Polskiego „Rozwój”, gdzie pełnił funkcję sekretarza Sądu Obywatelskiego. Amatorsko zajmował się również teatrem, jako recytator, aktor, reżyser i autor dramatów.
Został pochowany na cmentarzu parafialnym Parafii Najświętszej Rodziny przy ul. Nowotarskiej w Zakopanem.